# Den' solnca i doždja
Den' solnca i doždja (День солнца и дождя) è un film del 1967 diretto da Viktor Fёdorovič Sokolov.